# Twilightning
Twilightning – fiński zespół powermetalowy, założony w 1998 roku.

## Historia
Twilightning zostało założone w 1998. W początkowym składzie zespołu byli gitarzyści Tommi Sartanen i Ville Wallenius, basista Jussi Kainulainen, oraz perkusista Juha Leskinen z Tommim na wokalu. Po wydaniu pierwszego dema w 1999 roku, dołączył do nich klawiszowiec Mikko Naukkarinen, a po wydaniu kolejnego dema w 2001 do zespołu dołączył nowy wokalista, Heikki Pöyhiär. We wzmocnionym składzie zespół nagrał trzecie demo, a w 2003 roku, pierwszy album studyjny. Krótko po wydaniu albumu Bedlam, Mikko Naukkarinen opuścił zespół.
8 czerwca 2009 roku, zespół na swojej stronie internetowej ogłosił zakończenie działalności. Jako powód podany został brak motywacji.

## Skład zespołu

### Ostatni skład
- Heikki Pöyhiä - śpiew (2001–2009)
- Tommi Sartanen - śpiew, gitara (1998–2009)
- Ville Wallenius - gitara (1998–2009)
- Jussi Kainulainen - gitara basowa (1998–2009)
- Juha Leskinen - perkusja (1998–2009)

### Byli członkowie
- Mikko Naukkarinen - instrumenty klawiszowe (1999–2006)[1]

## Dyskografia
- Change of Scepter (Demo) - 1999
- Affection Seeker (Demo) - 2000
- Return to Innocence (Demo) - 2001
- Delirium Veil - 2003
- Plague-House Puppet Show - 2004
  - Into Treason (Singel) - 2005
- Bedlam (EP) - 2006
- Swinelords - 2007[2]